# Lutz-en-Dunois
Lutz-en-Dunois [lyts ɑ̃ dynwa] est une ancienne commune française située dans le département d'Eure-et-Loir en région Centre-Val de Loire, commune déléguée depuis le 1er janvier 2017 de la commune nouvelle de Villemaury.

## Géographie

### Situation

Situation géographique
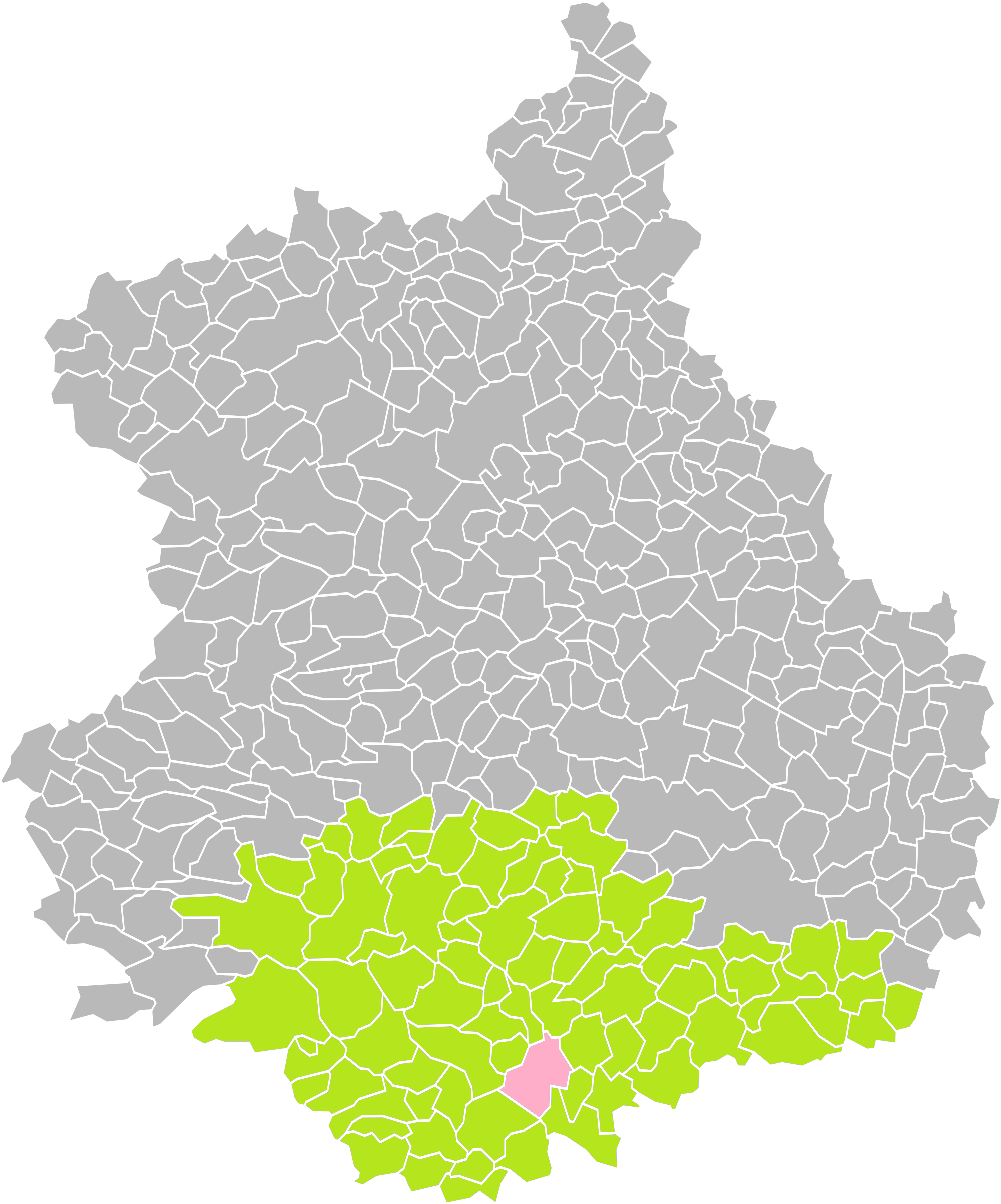
Lutz-en-Dunois dans son arrondissement.
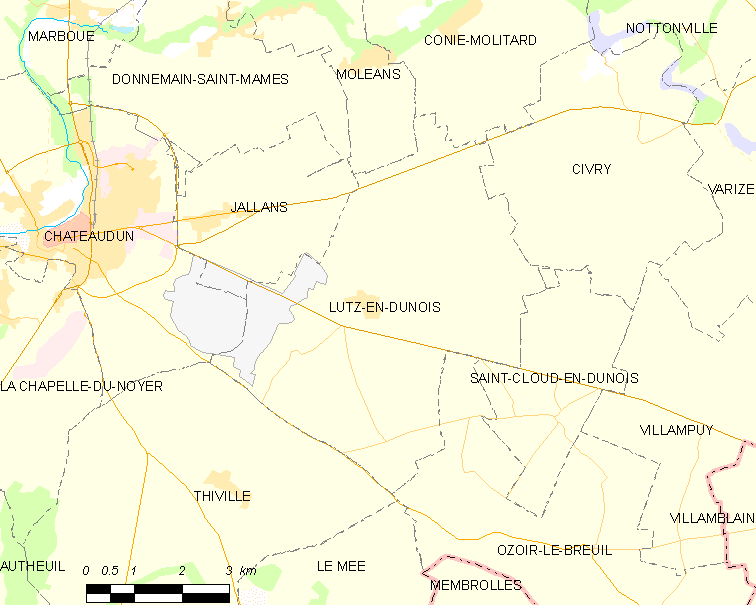
Carte de la commune de Lutz-en-Dunois, 2012.

### Communes limitrophes
| Jallans    | Moléans, Conie-Molitard | Civry                 |
| Châteaudun | Lutz-en-Dunois          | Saint-Cloud-en-Dunois |
| Thiville   | Le Mée                  | Ozoir-le-Breuil       |

## Hameaux, lieux-dits et écarts
- Villouzier

## Histoire

### XVIIesiècle
Les pierres et les briques d'un édifice en ruines à l'entrée du village furent vendues à Catherine II d'Illiers de Balsac, abbesse de l'abbaye Saint-Avit-les-Guêpières en mai 1664 vente enregistrée dans les Minutes de maître Charles Mauduit notaire.

### Époque contemporaine

#### XXIesiècle
Le 1er janvier 2017, Lutz-en-Dunois intègre la commune nouvelle de Villemaury en fusionnant avec Saint-Cloud-en-Dunois, Civry et Ozoir-le-Breuil. L'ancien maire, Philippe Jubault, devient alors maire de la commune nouvelle et son premier adjoint, Stéphane Juchet, devient maire délégué de Lutz-en-Dunois,.

## Politique et administration

### Liste des maires
| Période | Période          | Identité          | Étiquette      | Qualité                                                                                            |
| ------- | ---------------- | ----------------- | -------------- | -------------------------------------------------------------------------------------------------- |
| 1965    | 2001             | Maurice Dousset   | RI puis UDF-PR | Député d'Eure-et-Loir (1973-1997) Président du conseil régional du Centre-Val de Loire (1986-1998) |
| 2001    | 2014             | Jean-Noël Dhennin | SE             | |
| 2014    | 31 décembre 2016 | Philippe Jubault  | SE             | Fonctionnaire                                                                                      |

## Population et société

### Démographie
L'évolution du nombre d'habitants est connue à travers les recensements de la population effectués dans la commune depuis 1793. À partir du 1er janvier 2009, les populations légales des communes sont publiées annuellement dans le cadre d'un recensement qui repose désormais sur une collecte d'information annuelle, concernant successivement tous les territoires communaux au cours d'une période de cinq ans. 
Pour les communes de moins de 10 000 habitants, une enquête de recensement portant sur toute la population est réalisée tous les cinq ans, les populations légales des années intermédiaires étant quant à elles estimées par interpolation ou extrapolation. Pour la commune, le premier recensement exhaustif entrant dans le cadre du nouveau dispositif a été réalisé en 2007,.
En 2014, la commune comptait 436 habitants, en évolution de +1,4 % par rapport à 2009 (Eure-et-Loir : +1,94 %, France hors Mayotte : +2,49 %).
| 1793 | 1800 | 1806 | 1821 | 1831 | 1836 | 1841 | 1846 | 1851 |
| ---- | ---- | ---- | ---- | ---- | ---- | ---- | ---- | ---- |
| 507  | 531  | 551  | 517  | 590  | 644  | 700  | 718  | 690  |

| 1856 | 1861 | 1866 | 1872 | 1876 | 1881 | 1886 | 1891 | 1896 |
| ---- | ---- | ---- | ---- | ---- | ---- | ---- | ---- | ---- |
| 691  | 671  | 691  | 676  | 693  | 678  | 708  | 691  | 667  |

| 1901 | 1906 | 1911 | 1921 | 1926 | 1931 | 1936 | 1946 | 1954 |
| ---- | ---- | ---- | ---- | ---- | ---- | ---- | ---- | ---- |
| 634  | 646  | 577  | 509  | 517  | 522  | 510  | 519  | 494  |

| 1962 | 1968 | 1975 | 1982 | 1990 | 1999 | 2007 | 2012 | 2014 |
| ---- | ---- | ---- | ---- | ---- | ---- | ---- | ---- | ---- |
| 436  | 363  | 386  | 370  | 422  | 392  | 429  | 426  | 436  |

## Culture locale et patrimoine

### Lieux et monuments

#### Patrimoine religieux
Église Saint-Pierre de Lutz-en-Dunois : église romane des XIIe et XVIe siècles,  Classé MH (1944). Elle abrite des peintures murales du XIIIe siècle : L'Entrée du Christ à Jérusalem, Les Apôtres, Mise au tombeau, L'Apparition à Madeleine, La Descente aux Limbes, Le Pèsement des âmes, L'Archange saint Michel,  Classé MH (1944).

L'église Saint-Pierre
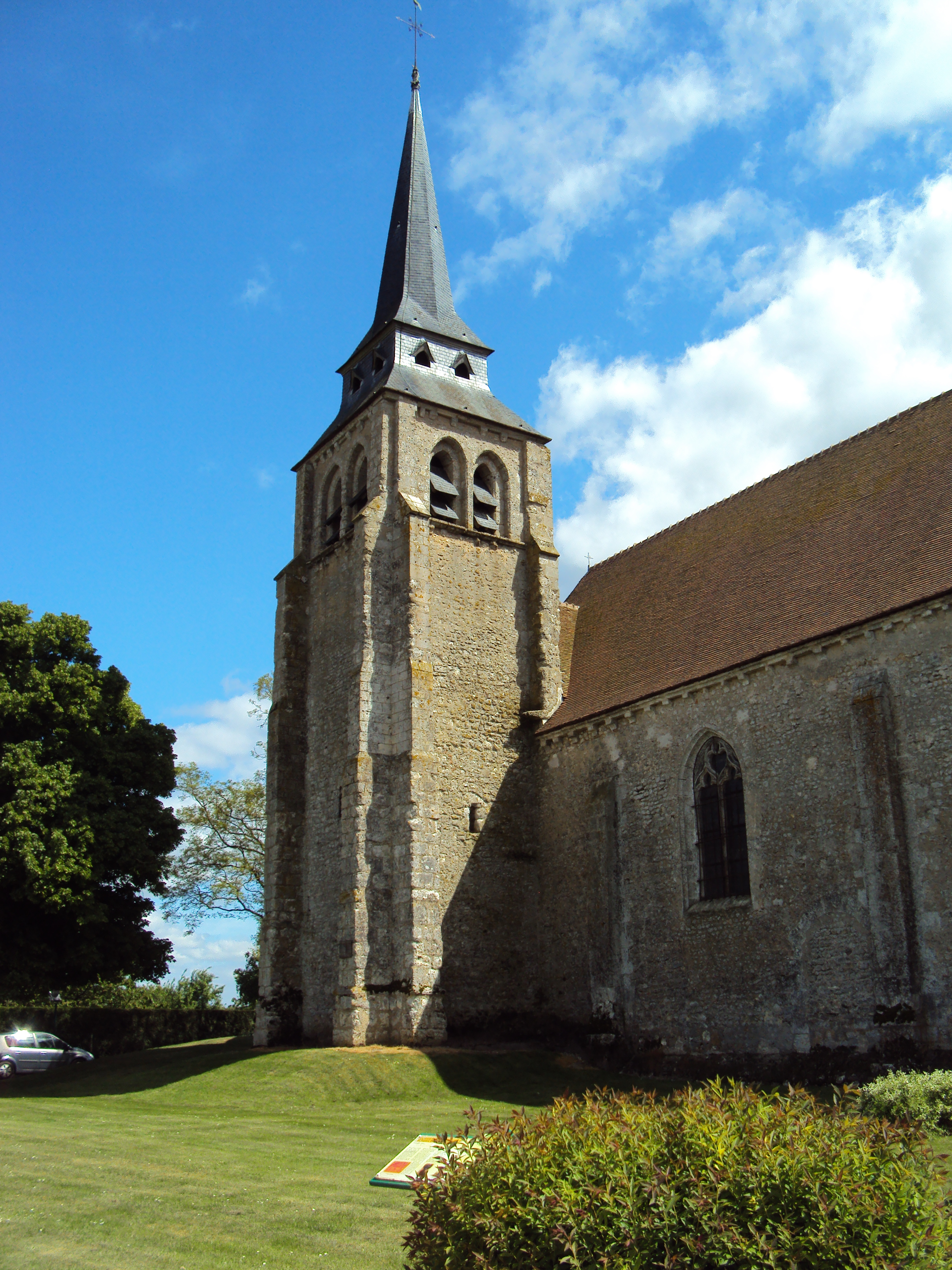
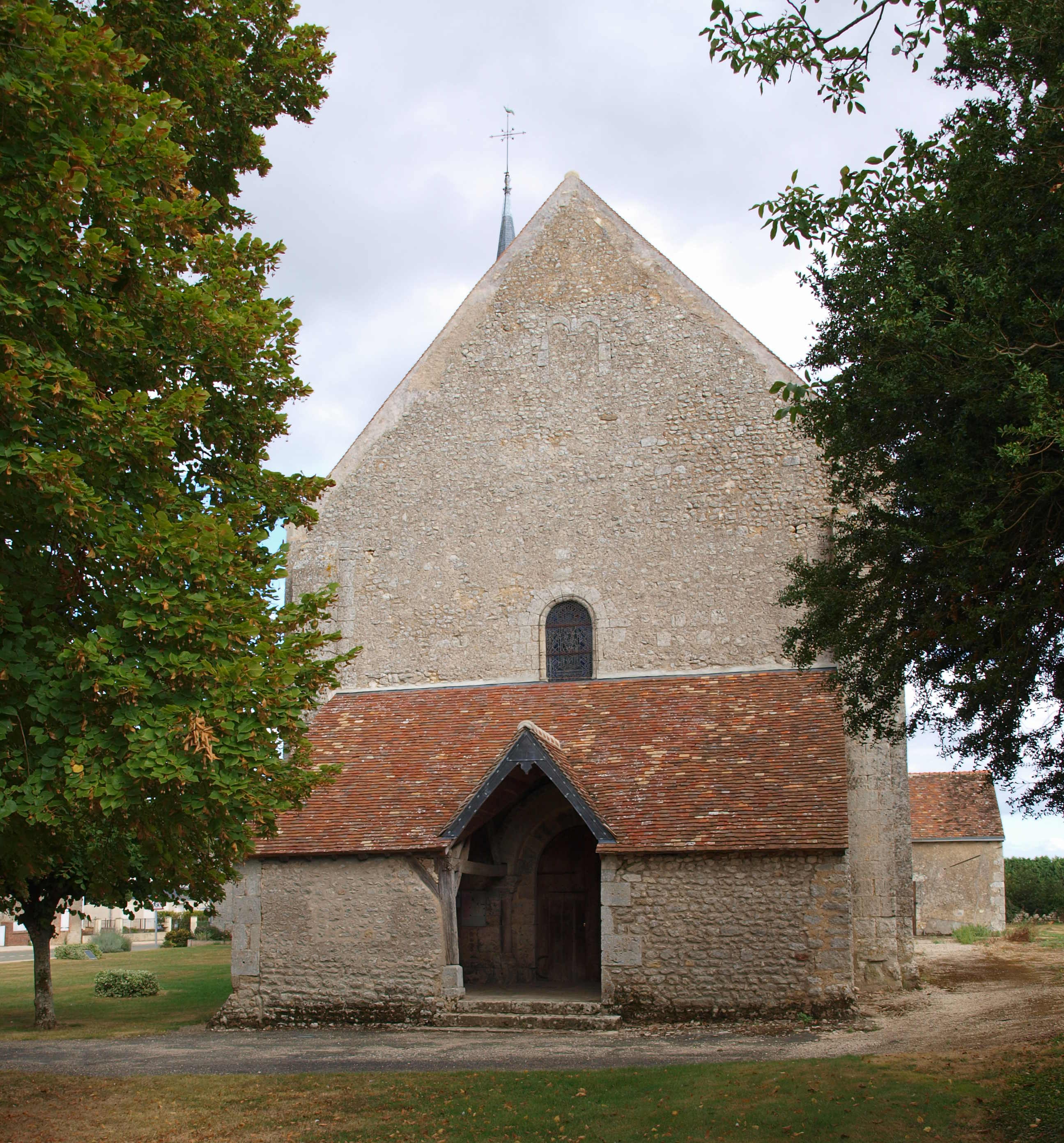
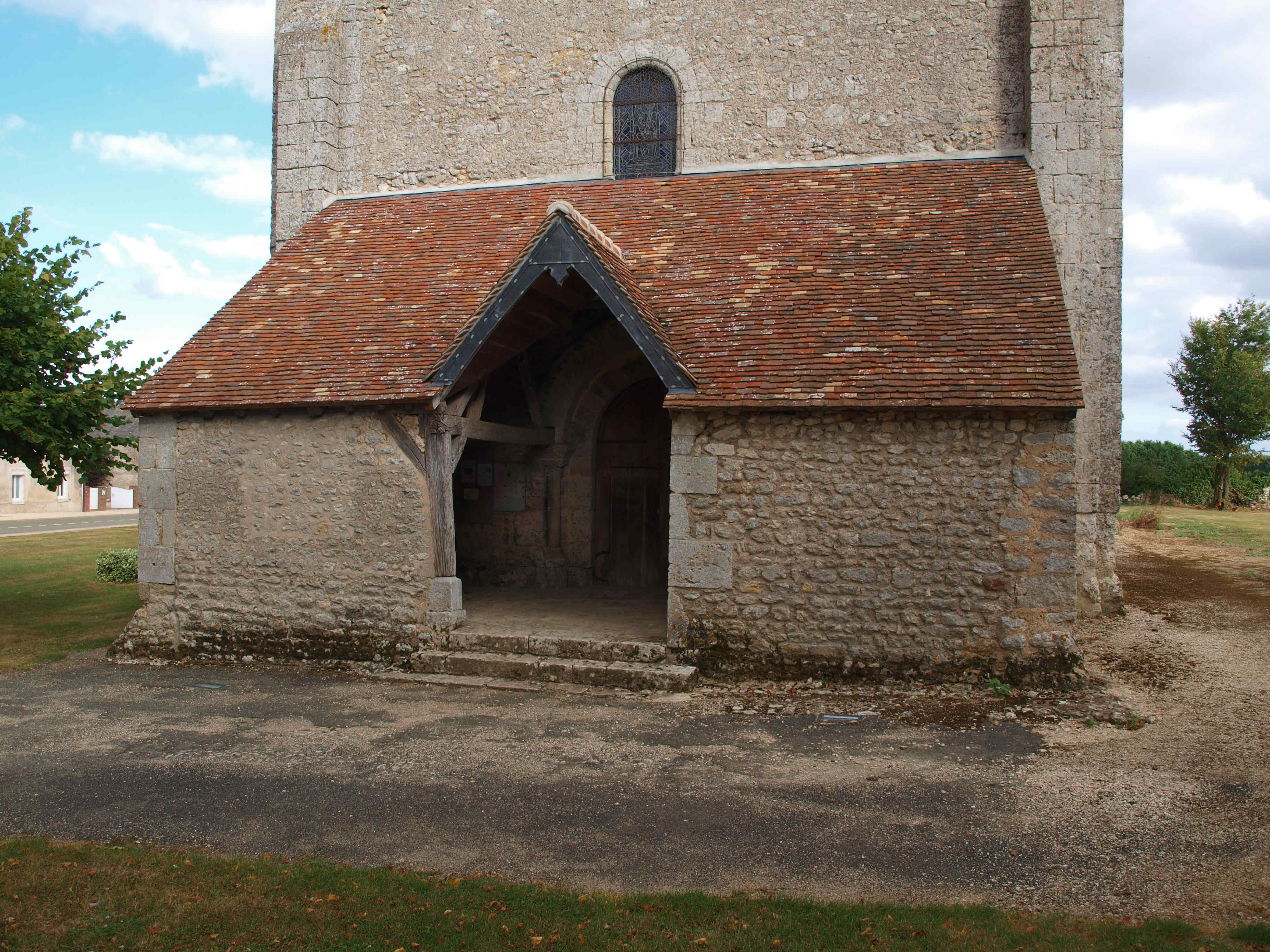

#### Patrimoine civil

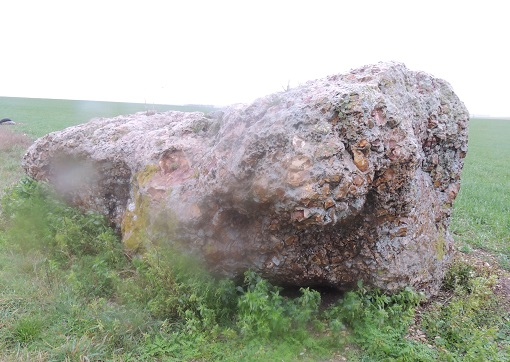
Dolmen de la Pierre Coquelée.

- Dolmen de la Pierre Coquelée : dolmen sous tumulus au lieu-dit la Pierre Coquelée, datant du Néolithique,  Inscrit MH (1983)[10].
- Ferme de Saugeville[11] est une ancienne seigneurie dont les origines remontent au XIIIe siècle. Cette demeure, d'époque Renaissance, possède une chapelle dédiée à saint Sauveur et un colombier à pied du XVIe siècle.
- Moulins de Villouzier.

### Personnalités liées à la commune
- Robert-Joseph Pothier (1699-1772), jurisconsulte français et illustre habitant du château de La Bigaudière.
- Georges Bilot (1885-1964), footballeur français ayant disputé le premier match de l'histoire de l'équipe de France de football, y est mort.
- Maurice Dousset (1930-2007), député d'Eure-et-Loir et ancien président de la région Centre-Val de Loire, y est né le 26 février 1930 et en a été le maire pendant 36 ans.

### Blasonnement
|  | Les armoiries de Lutz-en-Dunois se blasonnent ainsi : De sinople au calvaire du lieu au pied duquel broche une église de sable, et accolé de 2 épis de blé tigés et feuillés d'or. Adopté par la commune à la suite d'un concours en 2012. |